# Eagle (bil)
Eagle var ett bilmärke i Chrysler Corporation  sedan man köpt American Motors Corporation. Märket fanns 1988-1998.
Namnet togs från bilmodellen AMC Eagle. De första modellerna hade utvecklats under AMC:s allians med Renault. Till exempel såldes modellen Eagle Premier under namnen AMC Premier och Renault Premier. Den delade också delar med Renault 25. Eagle Medallion var nästan identisk med Renault 21. Chrysler fortsatte tillverkningen av dessa modeller under det egna namnet eller under namnet Eagle.

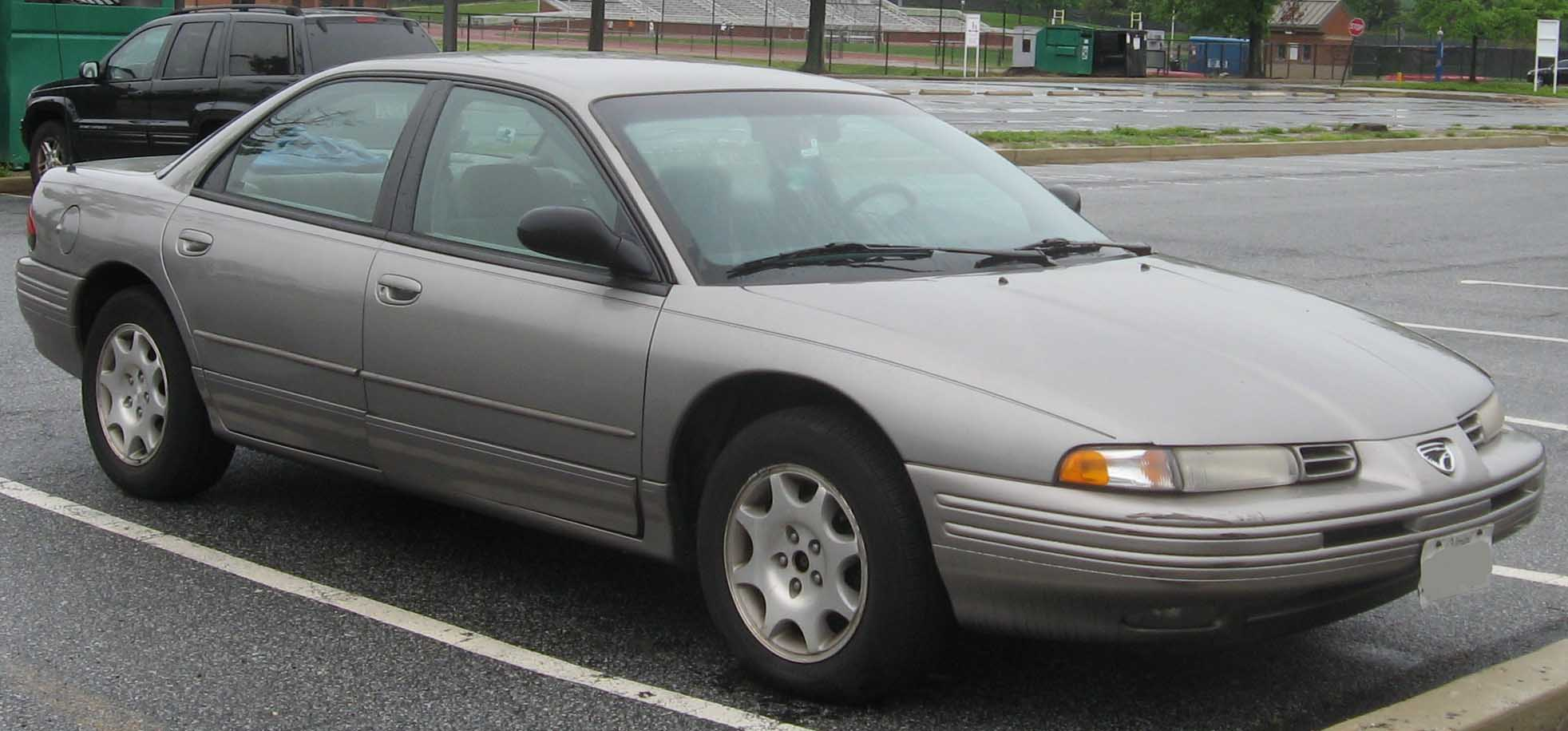
Eagle Vision, en bil som har mycket gemensamt med Dodge Intrepid och Chrysler Concorde

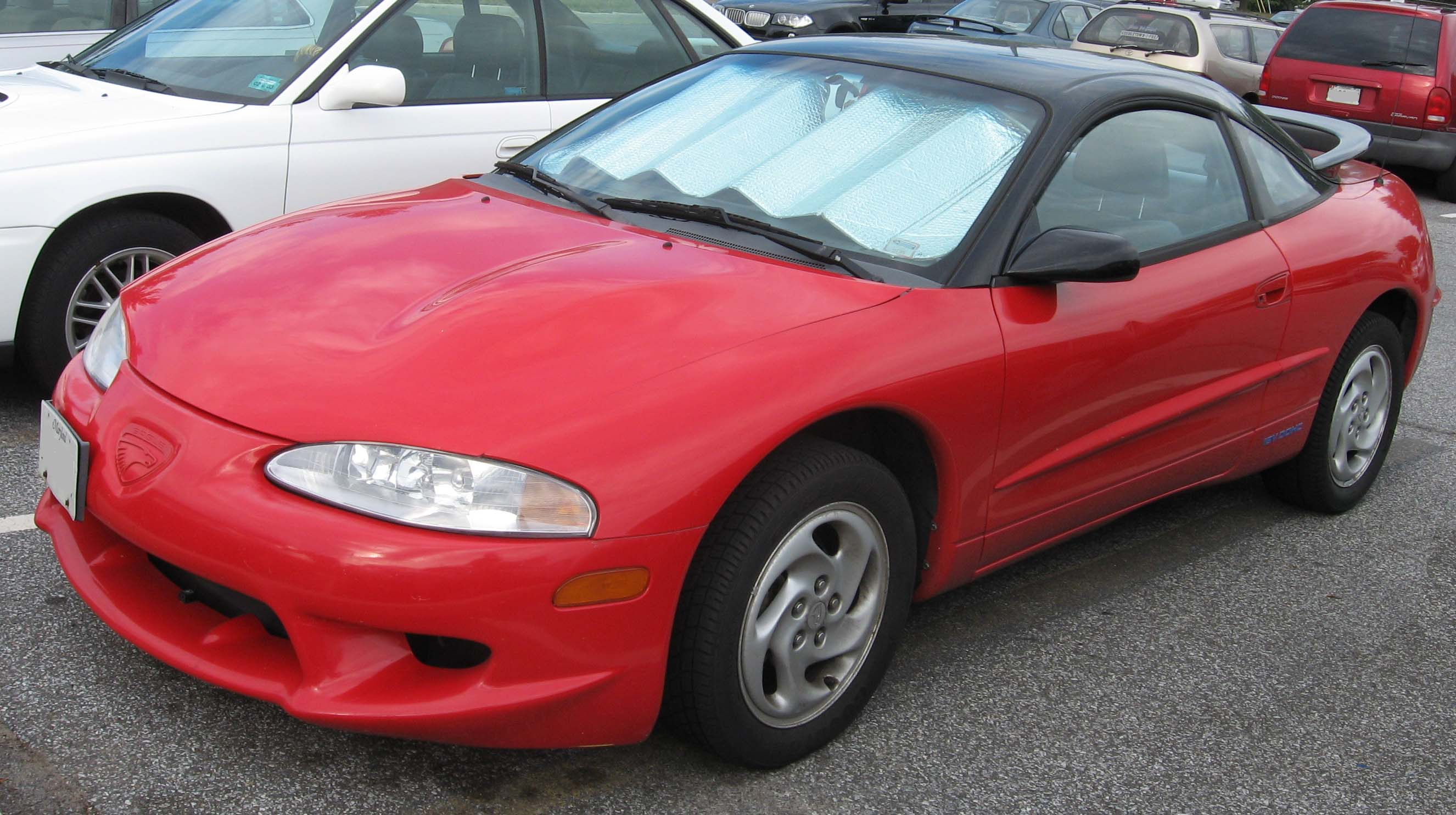
Eagle Talon, i princip samma bil som Plymouth Laser och Mitsubishi Eclipse

## Modeller
- Eagle Premier (1988–1992)
- Eagle Medallion (1988–1989)
- Eagle Summit (1989–1996)
- Eagle Vista (1989–1992)
- Eagle Talon (1990–1998)
- Eagle 2000GTX (1991–1992)
- Eagle Vision (1993–1997)